# Vřesovice (okres Prostějov)
Obec Vřesovice se nachází v okrese Prostějov v Olomouckém kraji. Žije zde 579 obyvatel. 

## Původ a vývoj názvu obce
Do konce 16. století se používal název Vřesovice v různě obměněných písemných podobách, od století 17. se začal používat název Břesovice. K původnímu názvu Vřesovice se obec vrátila 1. 4. 1925 na základě úřední změny.
Samotný název obce není jistý, může být odvozen od potoka Vřesůvka, který obcí protéká podle vřesoviště.

## Historie

### Pohřebiště u Vřesovic
Při stavbě silnice do Kelčic v roce 1913 bylo odkryto nejstarší pohřebiště v okolí Vřesovic. Nalezlo se 11 hrobů skrčenců. V 10. hrobě držel skrčenec v pravé ruce bronzovou dýku. Je to nejstarší nalezená dýka únětického typu na Moravě.[zdroj?]

### Dějiny obce
První písemná zmínka o obci pochází z roku 1078 v zakládací listině kláštera Hradisko Oty Olomouckého a dále z roku 1126. V roce 1160 potvrdil český král Vladislav I. předešlé darování obce Vřesovice z roku 1151 Otou III., olomouckým údělným knížetem, premonstránskému klášteru v Hradisku. V jejich majetku byly Vřesovice až do roku 1784, kdy byl klášter císařem Josefem II. zrušen.
V 16. století byl lid z Vřesovic zbaven roboty a bylo mu uděleno výsadní právo užívat obecní pečeť. Tu nechal zhotovit opat Pavel z Kralic roku 1523.
Předbělohorské protestantské údobí zasáhlo i Vřesovice, jak dokládají historické záznámy, ve kterých je zmíněno, že zdejší farář Melichar Knops roku 1585 obdržel od opata důtku za to, že nevede své farníky ke katolické víře a nerozlišuje mezi katolíky a protestanty. Pozdější farář Baltazar Rustabius v obci zavedl rekatolizaci. Jeho nástupce Martin Oklescius roku 1658 započal s matričními záznamy.
Hradišský opat Norbert Želecký z Počenic se roku 1689 zasadil o vybudování zdejší fary i zámku.
Až do roku 1825 byla obec ve správě Náboženské matice, která podléhala rakouským úřadům. Ta panství i s obcí a zámkem prodala v rámci veřejné dražby knížeti Metternichovi, rakouskému kancléři. Od roku 1873 byl zámek Vřesovice v držení méně významných majitelů, samotná obec byla od poddanství osvobozena roku 1848.
Vřesovice byly ve středověku až do 19. století součástí panství, které náleželo pod klášter Hradisko. Do toho kromě Vřesovic spadaly obce Hradčany, Obědkovice, Bedihošť, jeho dnes místní část Václavovice, Skalka a Pivín.
Podle záznamů v lánovém rejstříku zde roku 1657 bylo 9 strarých a 20 nově osedlých gruntů, 6 pustých. Roku 1724 přešel pod Vřesovice pivínský statek, roku 1789 se Vřesovice staly centrem Vřesovického panství, pod které mimo Vřesovice spadaly i obce Výšovice, Mořice a Nezamyslice. Přenesením sídla panství do Kojetína roku 1825 fakticky panství zaniklo.

## Místopis
Počátkem 16. století byl zde vybudovaný rybník, který roku 1544 hradišský klášter přenechal obci za roční úplatu.
Převážná část obyvatel se v minulosti věnovala zemědělství, ve 20. století asi 1/5 krejčovství.
V 19. století zde stála olejna, v době první republiky měl v obci sídlo kolář, provozovaly se zde dva hostince a tři obchody.
Z místních spolků lze vyjmenovat hasičský (založený roku 1897), Družstvo pro ničení ohnice (založené roku 1932), Vodní družstvo Vřesovice-Výšovice a spolek „Ludmila“ (založené roku 1926), Odbor Matice cyrilometodějské (založený roku 1923) a řada dalších, které časem zanikly.
Mezi tělovýchovné spolky lze zahrnout Sokol, který si roku 1922 v obci postavil sokolovnu. Od roku 1921 působil v obci konkurenční katolický tělovýchovný spolek Orel, který si roku 1929 postavil vlastní budovu.
Obec postihly nejméně tři rozsáhlé požáry, jeden v roce 1695, druhý 1828 a další 1890. Při prvním požáru přišlo o přístřeší polovina obyvatel obce, při dalších dvou lehlo popelem přes dvacet domů.

## Znak a prapor obce
Heraldické symboly udělil Vřesovicím na základě doporučení podvýboru pro heraldiku ze dne 17. května 2000 předseda Poslanecké sněmovny Parlamentu ČR 20. června 2000. Dekret o symbolech převzal z rukou tehdejšího předsedy Poslanecké sněmovny Václava Klause starosta Vřesovic František Fica. Slavnost svěcení obecních symbolů a hasičského praporu se konala 28. září 2000. Symboly posvětil generální vikář olomoucké arcidiecéze mons. Milán Kouba. K této příležitosti vydal obecní úřad pamětní tisk zároveň s připomínkou 25 let od založení dechové hudby Vřesovanky.

### Znak
Modrá barva štítu je symbolem potoka Vřesůvky (modrý je i štít premonstrátského řádu). Jelen ve skoku je převzat ze znaku Pavla z Kralic, opata premonstrátského kláštera Hradiska u Olomouce, z pečeti obce, datované rokem 1523. Tento symbol připomíná více než 700 let svazku Vřesovic s klášterem Hradisko u Olomouce. Jelen je také připomínkou výsad a práv Vřesovic spojených s užíváním pečeti. Klíč a meč – hlavní znakové symboly – jsou atributy patronů zdejšího kostela sv. Petra a Pavla, o němž je první písemnou zmínku z roku 1453 (ovšem kostel zde stál už dříve).

### Prapor
V návrhu praporu byla použita barevná kombinace ze znaku a praporu s tím, že zlato je nahrazeno žlutou barvou. V modrém čtvercovém poli listu praporu jsou zobrazeny jen hlavní symboly znaku, tj. klíč a meč.

## Obyvatelstvo

### Struktura
Vývoj počtu obyvatel za celou obec i za jeho jednotlivé části uvádí tabulka níže, ve které se zobrazuje i příslušnost jednotlivých částí k obci či následné odtržení.
| Místní části   | Místní části   | 1869 | 1880 | 1890 | 1900 | 1910 | 1921 | 1930 | 1950 | 1961 | 1970 | 1980 | 1991 | 2001 | 2011 |
| -------------- | -------------- | ---- | ---- | ---- | ---- | ---- | ---- | ---- | ---- | ---- | ---- | ---- | ---- | ---- | ---- |
| Počet obyvatel | část Vřesovice | 468  | 556  | 579  | 549  | 570  | 574  | 592  | 538  | 543  | 496  | 478  | 400  | 407  | 469  |
| Počet domů     | část Vřesovice | 94   | 114  | 116  | 122  | 126  | 127  | 140  | 155  | 158  | 155  | 147  | 167  | 169  | 178  |

## Stavební a kulturní památky
- Zámek Vřesovice
- Kostel svatého Petra a Pavla
- Kaple svatého Jana Nepomuckého
- Fara
- Škola
- Sokolovna
- Orlovna
- Socha sv. Floriána
- Památník obětem první světové války
- Boží hrob s barokními sochami Panny Marie a sv. Jana Evangelisty
- Vstupní brána na hřbitov
- Kaple sv. Kříže

### Cihlová mohyla (Štátula)
Za obcí, zhruba v polovině cesty na obec Hradčany, se nachází, dnes již ve velmi špatném stavu, pomník zvaný statua [Štátula]. Pomník má tvar komolého jehlanu. Je postavený jen z cihel. Na vrchu byl položen třírohý klobouk vytesaný z šedého pískovce. Pomník sloužil jako připomínka napoleonských válek. Lidová pověst vypráví, že se na místě, kde dnes stojí statua, setkali tři císařové. Pověst má pravdivé jádro. Na tomto místě se opravdu zastavilo vojsko spolu s císařem Františkem I. a ruským carem Alexandrem I. třetího císaře si však pověst domyslela sama.

## Doprava a turistika

### Doprava
Obec Vřesovice leží přibližně 6 km jižně od Prostějova a je dobře dostupná silniční dopravou. Hlavní komunikací je silnice II/433, která prochází obcí a spojuje ji s Prostějovem a dalšími okolními obcemi.
V obci se nacházejí autobusové zastávky, z nichž některé jsou vybaveny orientačními mapami pro lepší orientaci cestujících. 

### Turistika
Vřesovice a jejich okolí nabízejí několik turistických atrakcí a možností pro volnočasové aktivity:
- Místní lidová knihovna Vřesovice: Kulturní centrum obce, které nabízí širokou škálu knih a pravidelné kulturní akce.
- Parky: V obci jsou tři parky, které poskytují příjemné prostředí pro odpočinek a procházky.
- Turistické trasy: Obec je výchozím bodem pro několik turistických tras, včetně cyklotras, které vedou do okolních obcí jako jsou Dobrochov, Vranovice, Kelčice a Výšovice. 
- Rozhledna Předina u Dobrochova: Dřevěná rozhledna vysoká 10 metrů, postavená v roce 2001, nabízí panoramatické výhledy na okolní krajinu. 
- Botanická zahrada Petra Albrechta: Nachází se ve vzdálenosti cca 7 km od obce a je známá svou bohatou sbírkou rostlin. 
- Zámek Plumlov: Historický zámek vzdálený přibližně 11 km od Vřesovic, který je obklopen rekreační oblastí Plumlovské přehrady. 
- Vodní nádrž Plumlov: Jedna z nejstarších vodních nádrží v povodí řeky Moravy, vzdálená cca 11 km od obce, vhodná pro rekreaci a vodní sporty. 
- Lom Želeč: Přírodní koupaliště v zatopeném kamenolomu mezi obcemi Želeč a Drysice, vzdálené cca 8 km od Vřesovic. 
- Arboretum Vrahovice: Malý okrasný park ve Vrahovicích, části města Prostějov, vzdálený cca 9 km od Vřesovic. 
- Zoopark Vyškov: Zoologická zahrada zaměřená na chov domácích a hospodářských zvířat, vzdálená cca 18 km od obce. 

## Rodáci a významní občané
Eduard Kavan (1875-1935), ř. k. kněz, vysvěcen 1899, poslanec Moravského zemského sněmu a senátor Národního shromáždění ČSR, do r. 1935 probošt Kapituly v Kroměříži, pohřben na Hostýně.
František Valoušek (1863-1932), ř. k. kněz, vysvěcen 1887,  poslanec a senátor NS za ČSL, prelát, pohřben na Hostýně.
PhDr. Votěch Měrka, muzikolog, pedagog, hudebník a překladatel (5. 2. 1888, Vřesovice – 24. 12. 1974, Muglinov)